# 马丁·布伦德尔

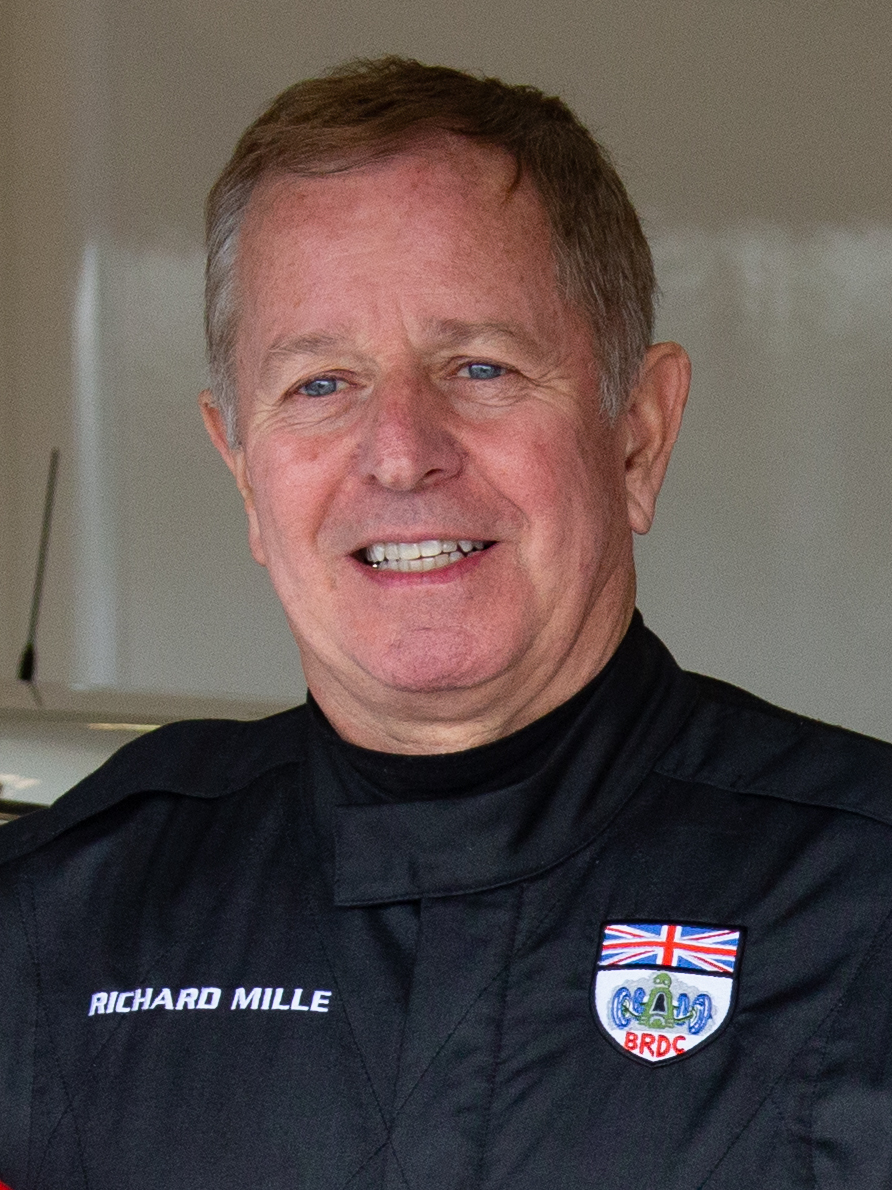
马丁·布伦德尔

马丁·约翰·布伦德尔（Martin John Brundle，1959年6月1日—）是一位英国前赛车手和解说员，生于诺福克郡，曾于1984年至1996年間参加一级方程式赛车比赛。他也曾驾驶捷豹赛车赢得1988年戴通納24小時耐力賽冠军以及1990年勒芒24小时耐力赛冠军。退役后，布伦德尔成為ITV電視網、BBC體育和天空體育F1台的體育評述員。2025年，他被授予大英帝國勳章。.